# Ateliers centraux et bureaux des houillères de Ronchamp
Usine MagLum, puis Somero, puis Gestamp
Les ateliers centraux et bureaux des houillères de Ronchamp sont le centre névralgique de la gestion des houillères de Ronchamp du milieu du XIXe siècle jusqu'à la fermeture en 1958. Le site est reconverti en usine de sous-traitance en construction automobile avec l'implantation de la société MagLum, qui fait faillite en 1980. L'activité se poursuit avec la Somero, puis, le site devient propriété de Gestamp en 2005 avant d'être désaffecté en 2008.
Au début du XXIe siècle, les lieux servent ponctuellement aux expositions et aux jeux de tirs. Le bâtiment des bureaux est ravagé par un incendie puis démoli fin 2021.

## Situation
Le site est placé de façon stratégique au sud du hameau  de la Houillère, entre le château du directeur et le puits Saint-Charles. Les locaux sont reliés au réseau ferré des houillères dont la gare se trouve juste en face, de l'autre côté de la route,.

L’environnement du puits Saint-Charles, des ateliers centraux et grands bureaux des houillères.
Terrils
Bâtiments miniers
Cité minière
- Réseau des houillères
- Ligne de Vesoul à Plancher-les-Mines (Chemins de fer vicinaux de la Haute-Saône)
- Ligne de Paris-Est à Mulhouse-Ville (Compagnie des chemins de fer de l'Est puis SNCF)

## Histoire

### Grands bureaux et ateliers des houillères
Peu après l'ouverture du puits Saint-Charles et au vu de ses bons résultats, foncé le 5 mai 1844, la nouvelle compagnie décide l'installation de ses ateliers centraux (auparavant situés au hameau de la houillère, dans un bâtiment exigu surmonté d'un clocheton servant également de logement au directeur) et de ses bureaux à côté du puits et d'établir une liaison avec le réseau ferré. Dans un premier temps, trois grands bâtiments sont construits, une forge, une charpenterie et un entrepôt où sont stockés des câbles de machine d'extraction. Des logements pour chef d'atelier sont également construits. Ces installations se montrent inadaptées au progrès et les réparations se font souvent dans des usines privées de Ronchamp.
La force mécanique nécessaire au fonctionnement de l'usine est d’abord assurée par une turbine utilisant le courant du Rahin dérivé dans un petit canal. Mais le courant se montre souvent insuffisant particulièrement l'été, où la sécheresse est courante. La turbine est alors remplacée par une machine à vapeur de 10 cv permettant l'utilisation d'un plus grand nombre de machines-outils. En 1875, elle est remplacée par une machine de type Wolff à cylindres horizontaux deux fois plus puissante. Dès 1865, les chantiers à bois sont centralisés aux ateliers de la houillère qui reçoit des grumes, les façonne sur mesure avant de les expédier par voie ferrée à chaque puits de la compagnie pour le boisage. La consommation de bois baissera au siècle suivant avec l'utilisation des cintres métalliques.
Vers 1860, les grands bureaux sont construits pour accueillir entre autres le directeur, les ingénieurs et les géomètres. Au début du XXe siècle, les rez-de-chaussée accueillent les services administratifs de la centrale et la cokerie. Ces installations resteront le centre névralgique des houillères jusqu'à la fermeture des mines en 1958,.

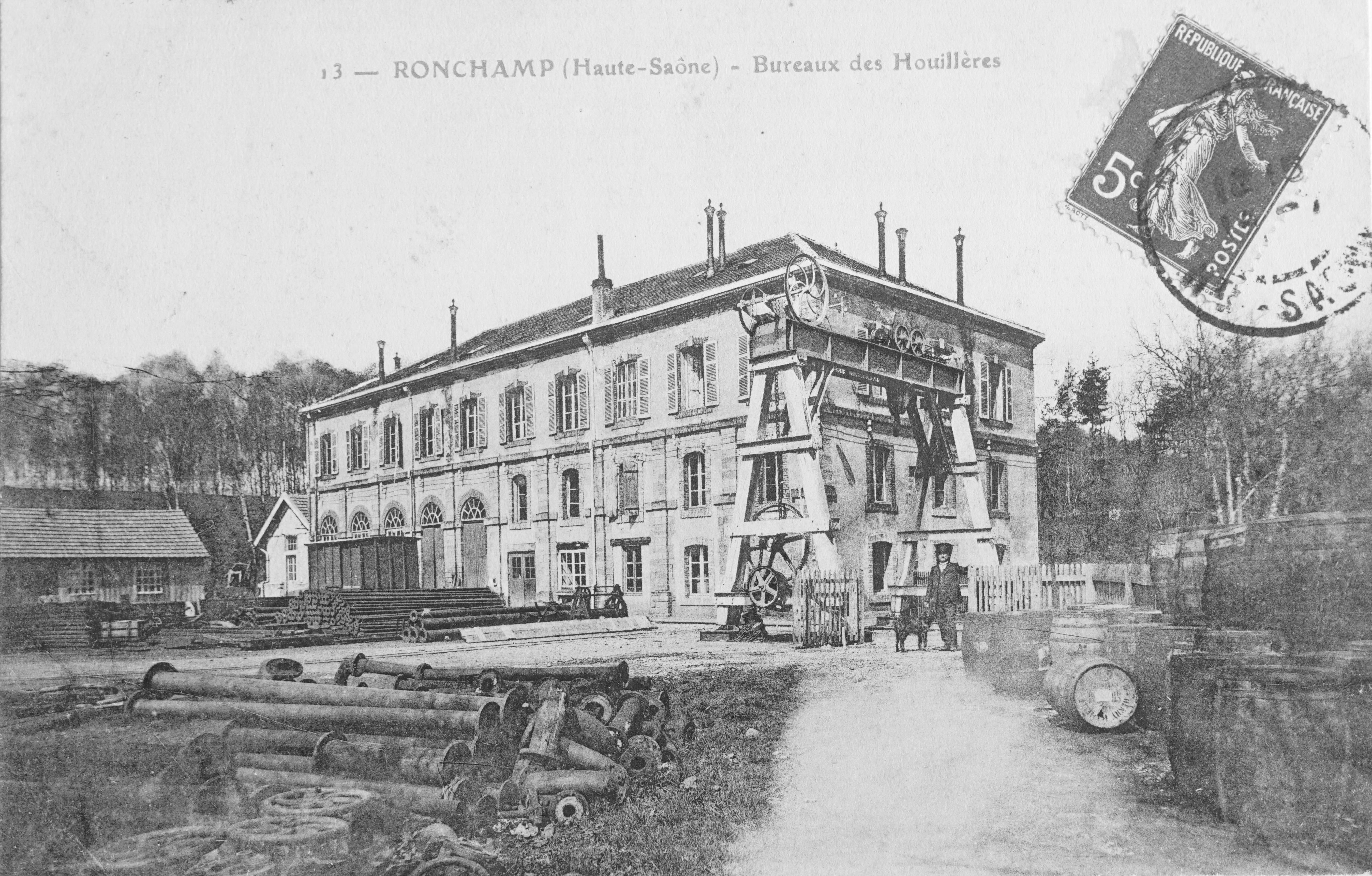
Le bâtiment des bureaux.
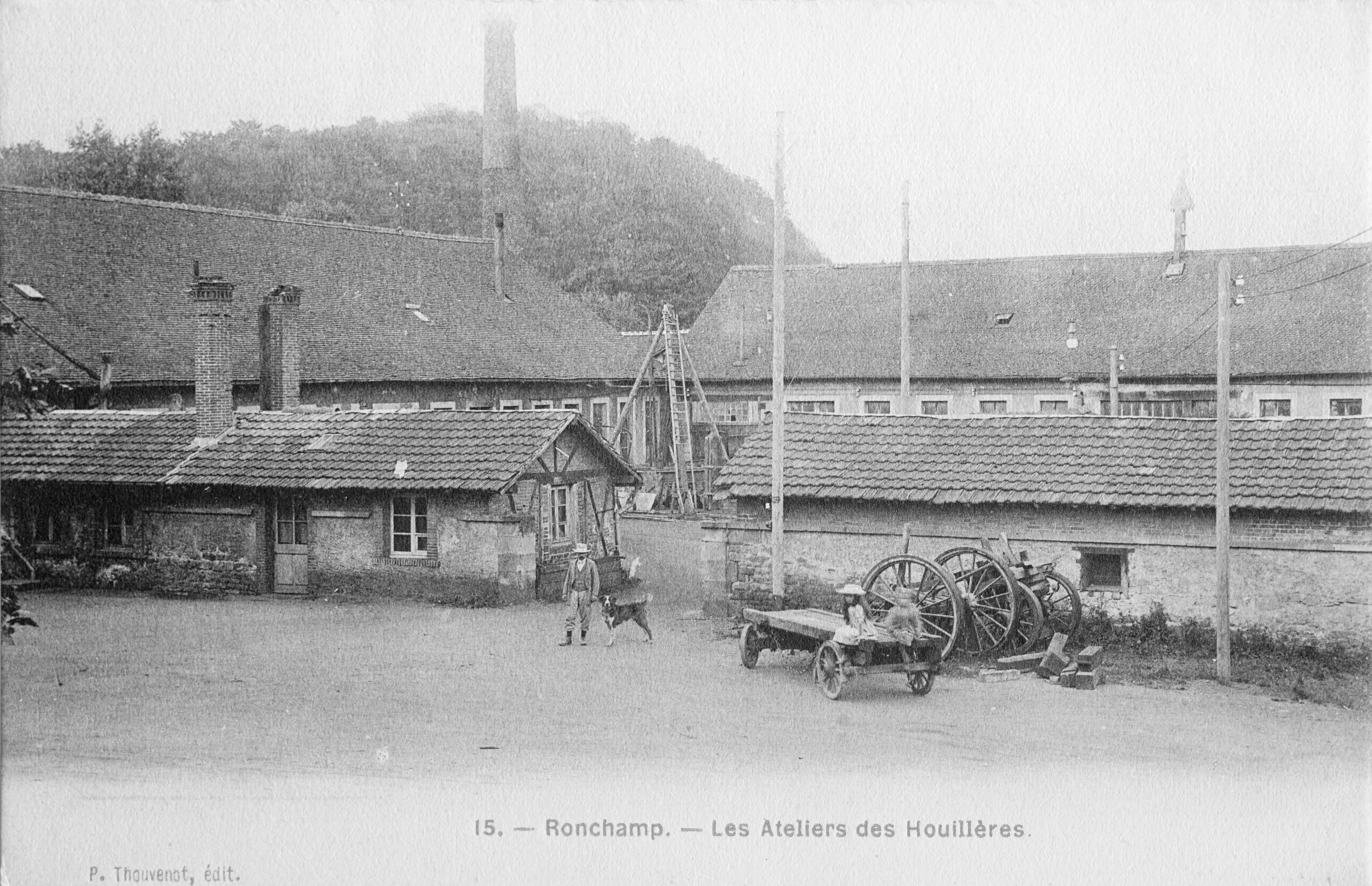
Les ateliers.

### MagLum

Le logo de la MagLum.

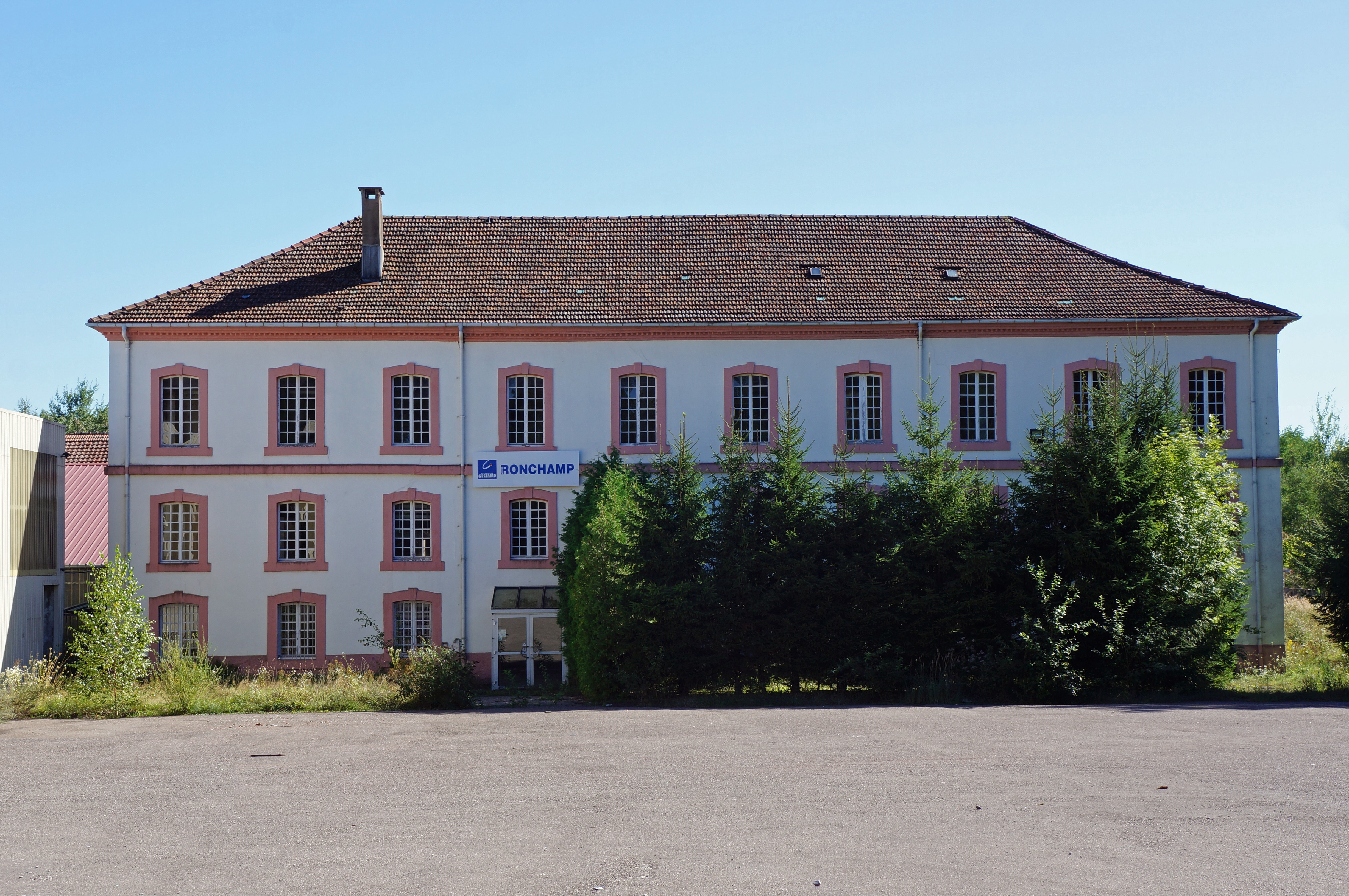
Les anciens bureaux de la MagLum (puis Somero et finalement Gestamp) en 2012. Le logo de la dernière entreprise est encore visible sur la façade.

Initialement créée et implantée à Sochaux en 1923 sous le nom de « Magnéto Lumière » (« MagLum » par contraction), cette société était spécialisée dans la fabrication de pièces destinées à l’industrie automobile. Elle s'implanta à Ronchamp en 1958, dans les anciens bureaux et ateliers de la Houillère,. Elle possédait également les bâtiments du puits Arthur-de-Buyer qu'elle employait pour stocker des déchets industriels. Un de ses objectifs était de reconvertir les mineurs qui avaient choisi de ne pas travailler pour EDF.
La fabrication portait essentiellement sur des pièces de tôle embouties (cendrier, poignées de porte, pot d’échappement, accoudoir, poignée de frein à main, etc). L'effectif maximal fut de 1 150 employés en 1969. Mais à partir de 1970, MagLum ne sut pas prendre à temps le virage de la nouvelle politique de sous-traitance voulue par les clients industriels qui se détournent d'elle. L’établissement fut mis en « dépôt de bilan » en 1980 et cessa toute activité.
La MagLum avait aussi des sites à Gouhenans (les vieux bâtiments des anciennes salines), à Fallon (les vieux bâtiments de la forge/fonderie), à Mélecey (anciennes salines) et à Conflans-sur-Lanterne. La succursale de Conflans fut reprise par Happich, un accessoiriste automobile allemand qui y développa une activité de fabrication de pare-soleil, la seule usine qui malgré le temps conserve encore une activité après 2013 ; l'usine de Giromagny (ancien tissage Boigeol) fut reprise par un cadre de la MagLum, Monsieur Cuyl, qui continua la fabrication des tableaux de bord en mousse de plastique et a tenté de se diversifier dans le meuble. Cette entreprise a fermé ses portes il y a quelques années.

### Somero-Gestamp
À la suite de la faillite et du mouvement social qui suivit en 1980, le site de Ronchamp se transforma en coopérative ouvrière (Somero), plus ou moins associée à Setrafac (ancienne filature) dissoute en 1997 pour devenir la nouvelle société Somero. L'ensemble fut repris par le groupe multinational Gestamp Automocion en 2005 qui construisit une nouvelle usine à Champagney en 2008, avec environ 200 ouvriers. Les locaux de Setrafac ont été acquis par la mairie de Ronchamp qui les utilise comme lieu d'expositions. 

### Reconversion
En 2010-2011, certains des bâtiments désaffectés de la MagLum-Somero sont brièvement reconvertis pour accueillir des sessions de paintball, d'airsoft et de laser game.

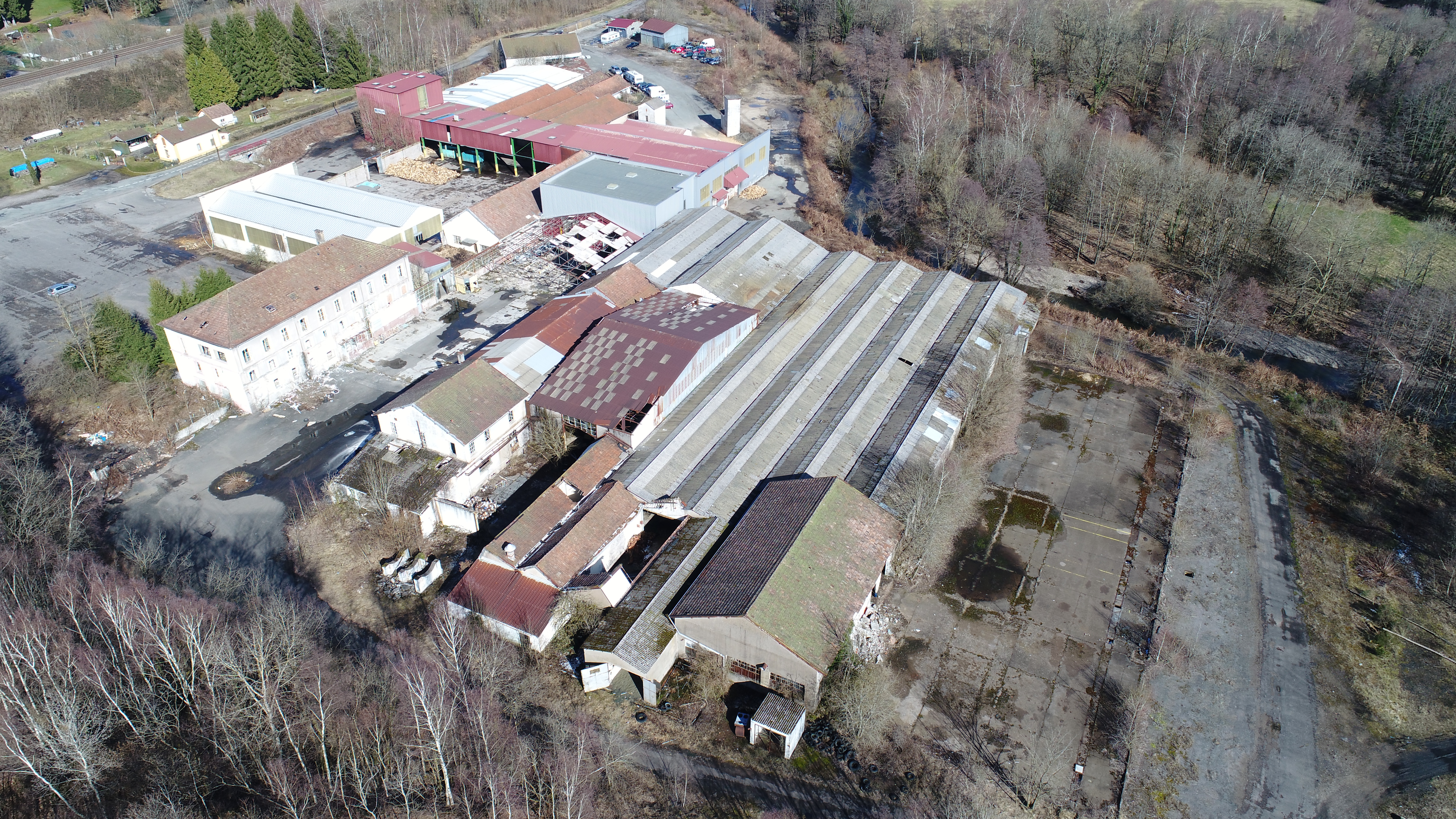
Vue aérienne en 2018.
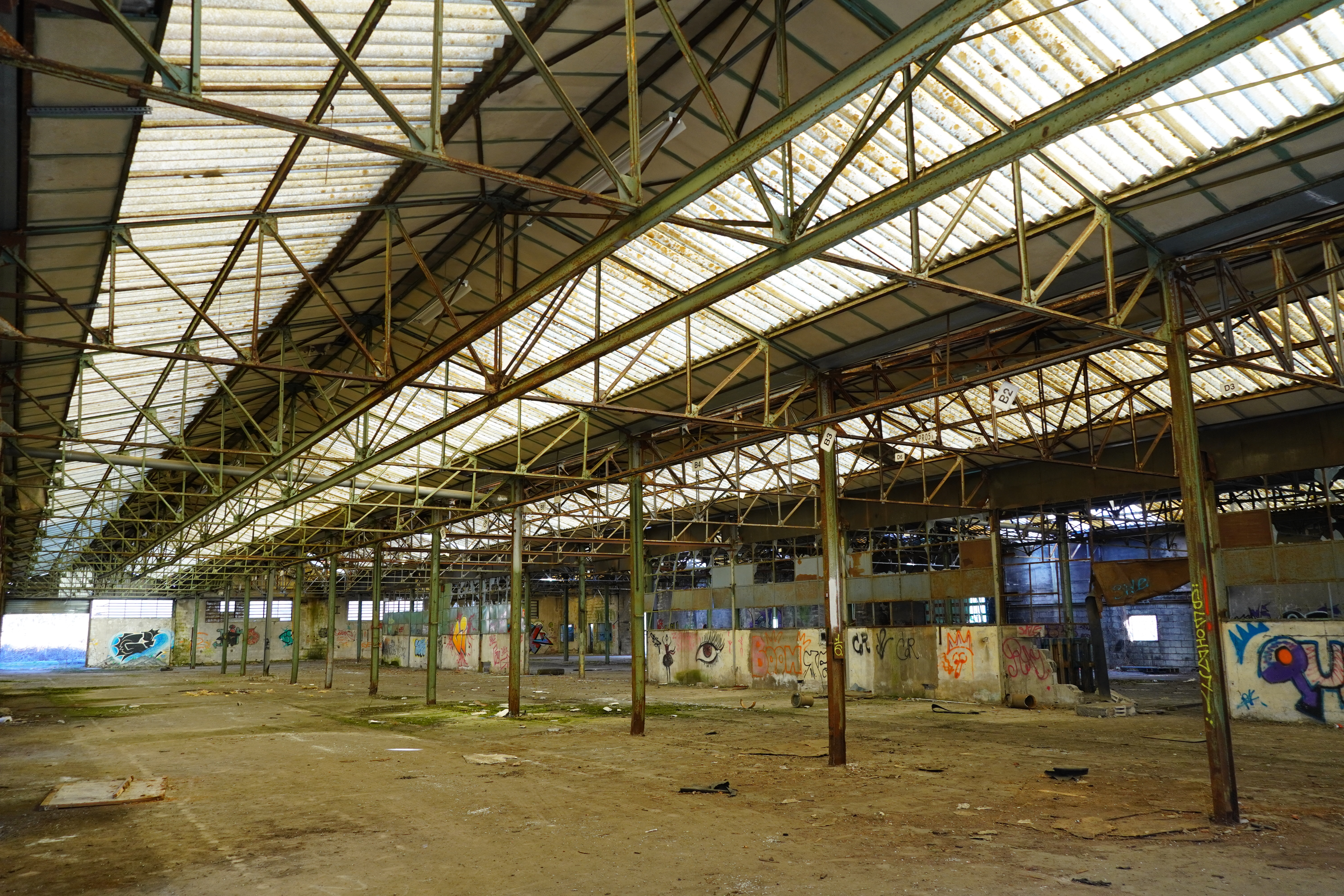
Ateliers de l'usine.
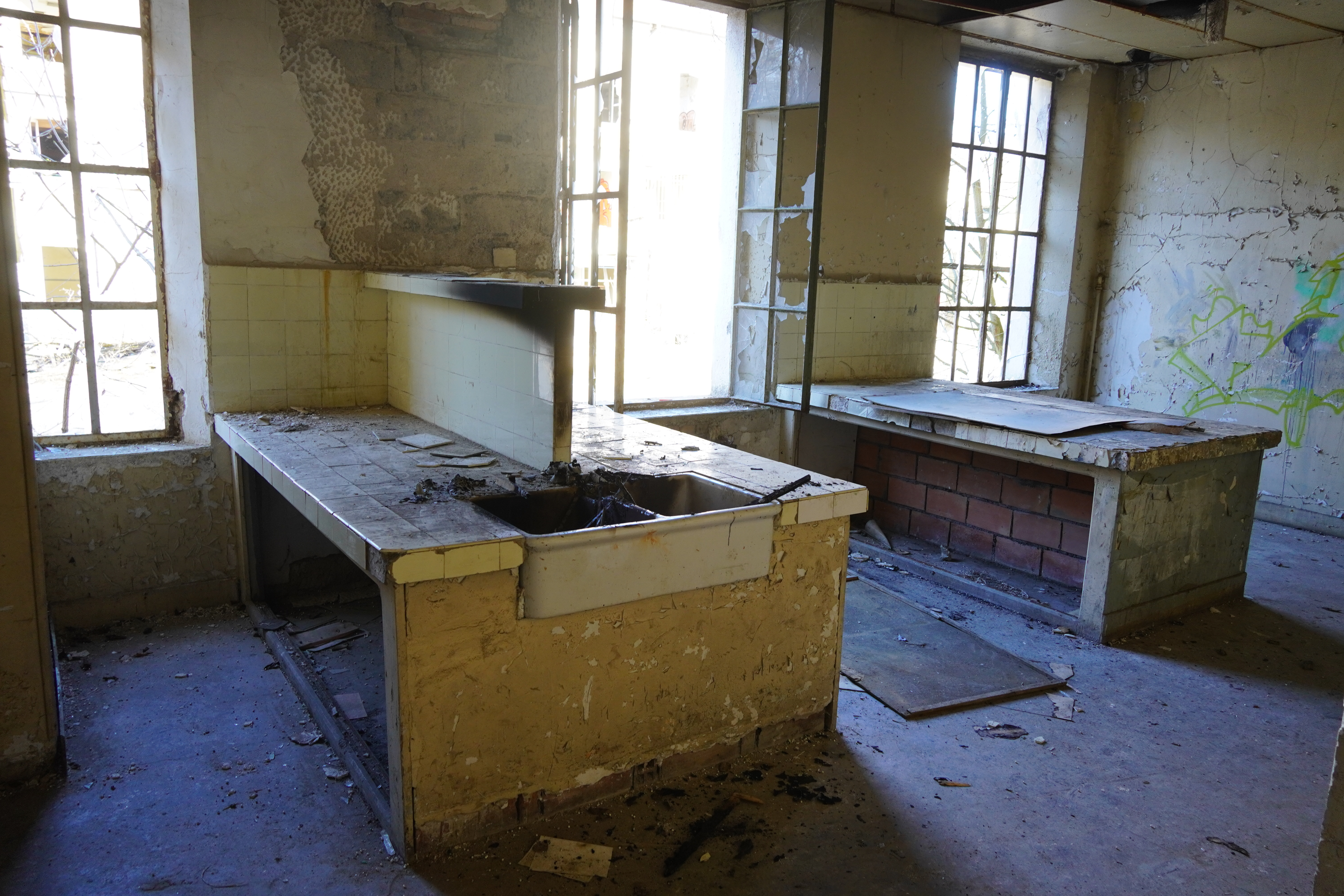
Laboratoire.

Désaffecté depuis 2008, le bâtiment des grands bureaux (dernier bâtiment d'origine) se dégrade lentement. Il connait un premier incendie mineur le 25 avril 2017 avant d'êtres complètement ravagé par un nouvel incendie le 13 décembre 2021. Il est finalement démoli les derniers jours du même mois.

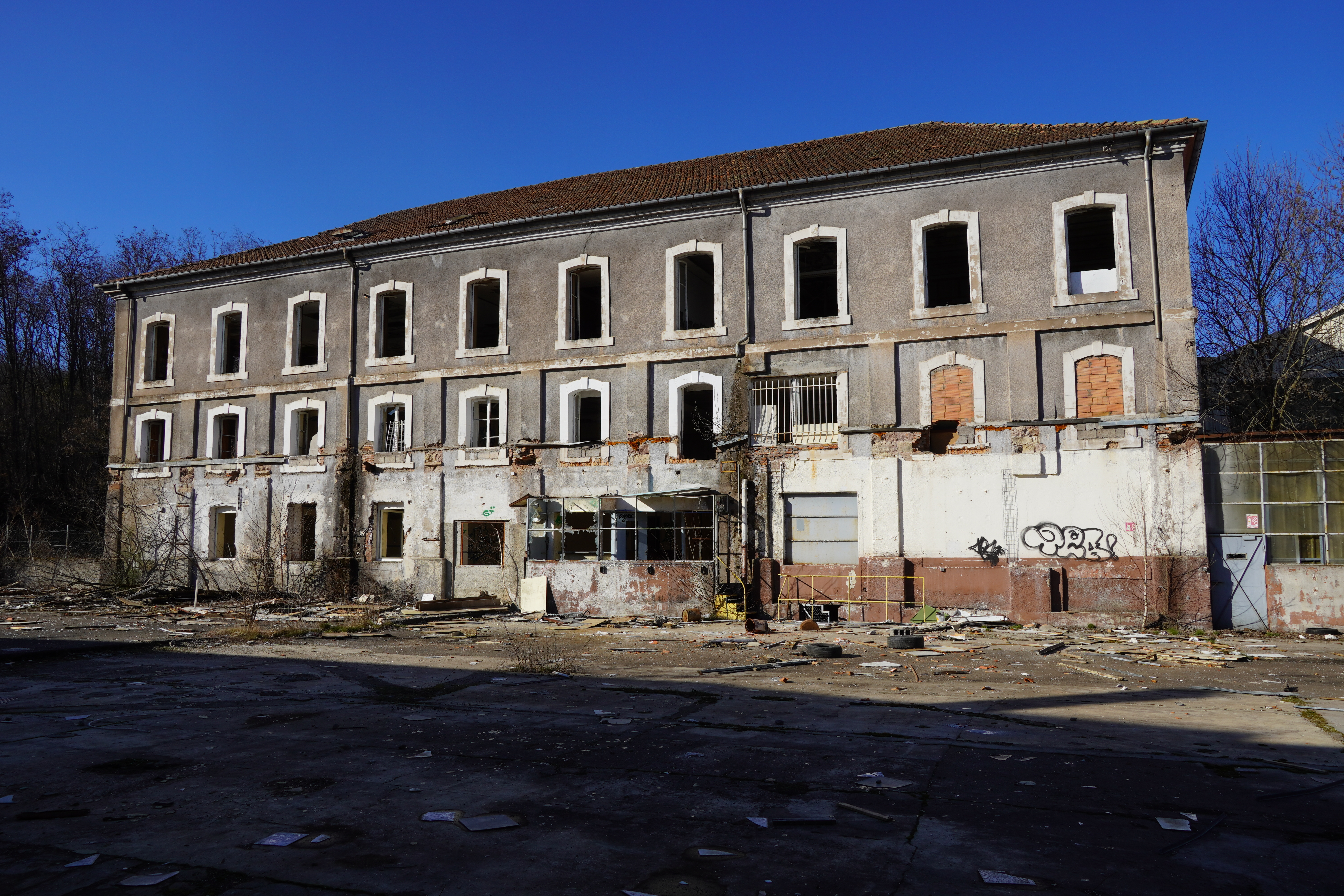
Les bureaux en février 2021 (façade arrière).
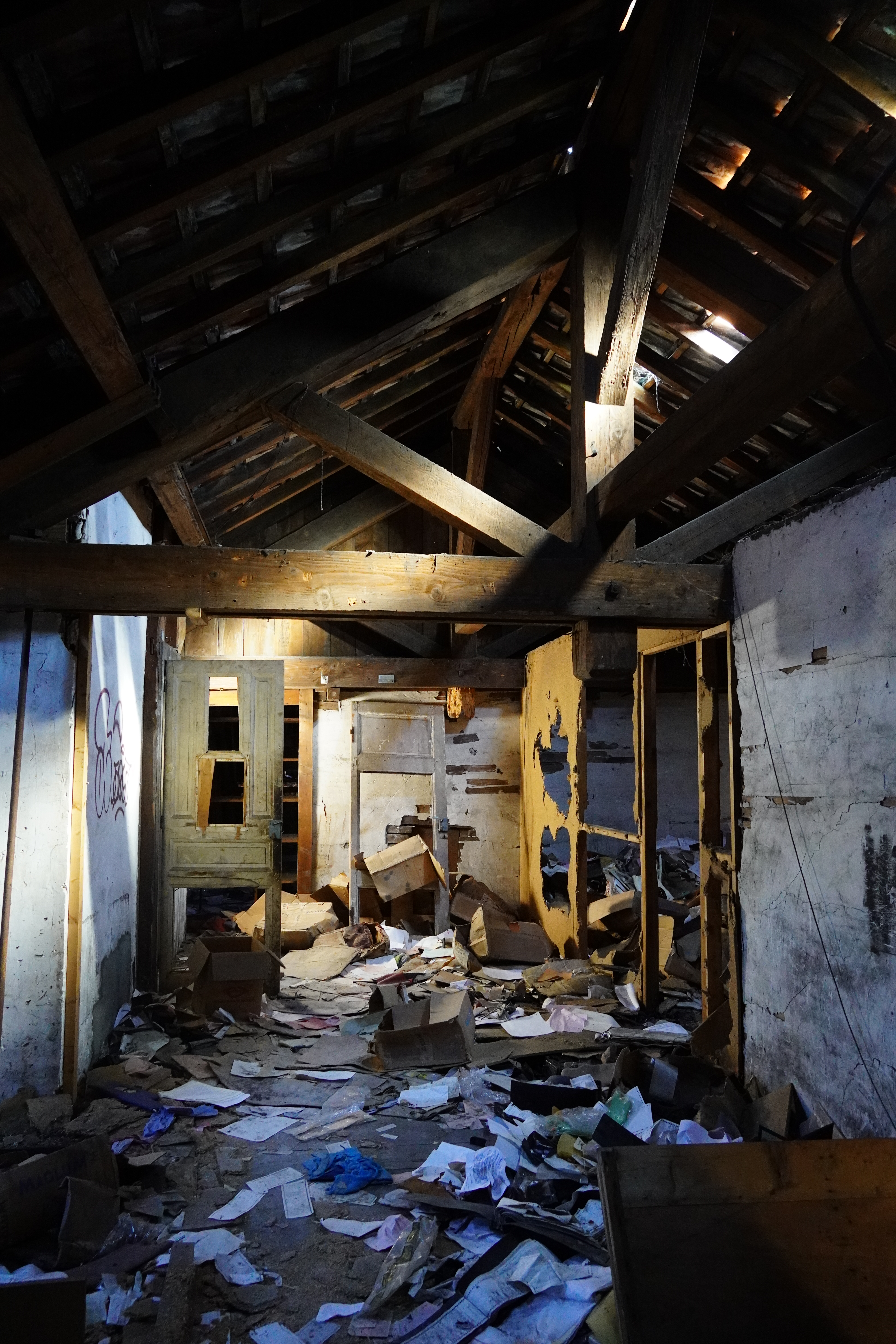
Combles.
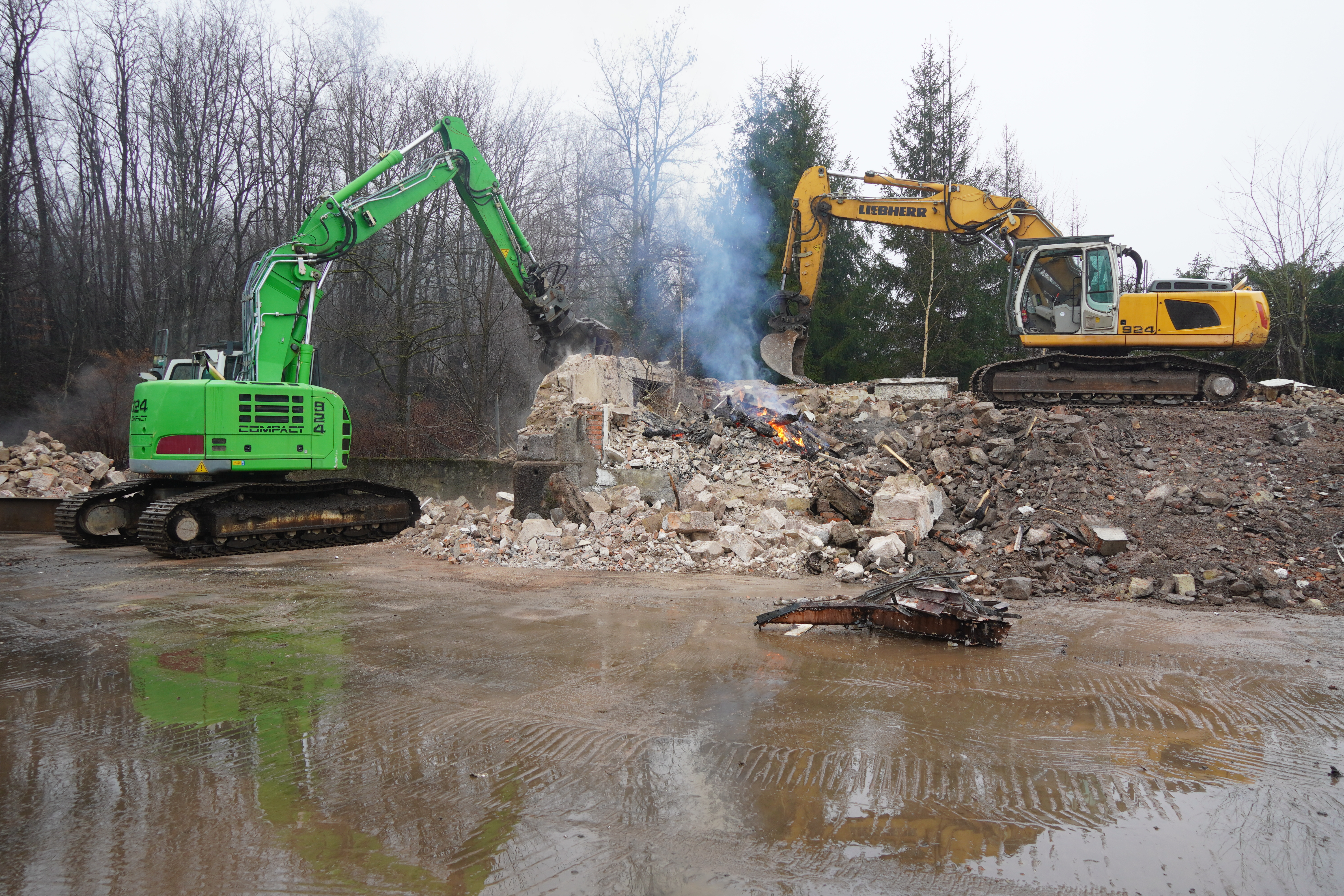
La fin de la démolition.
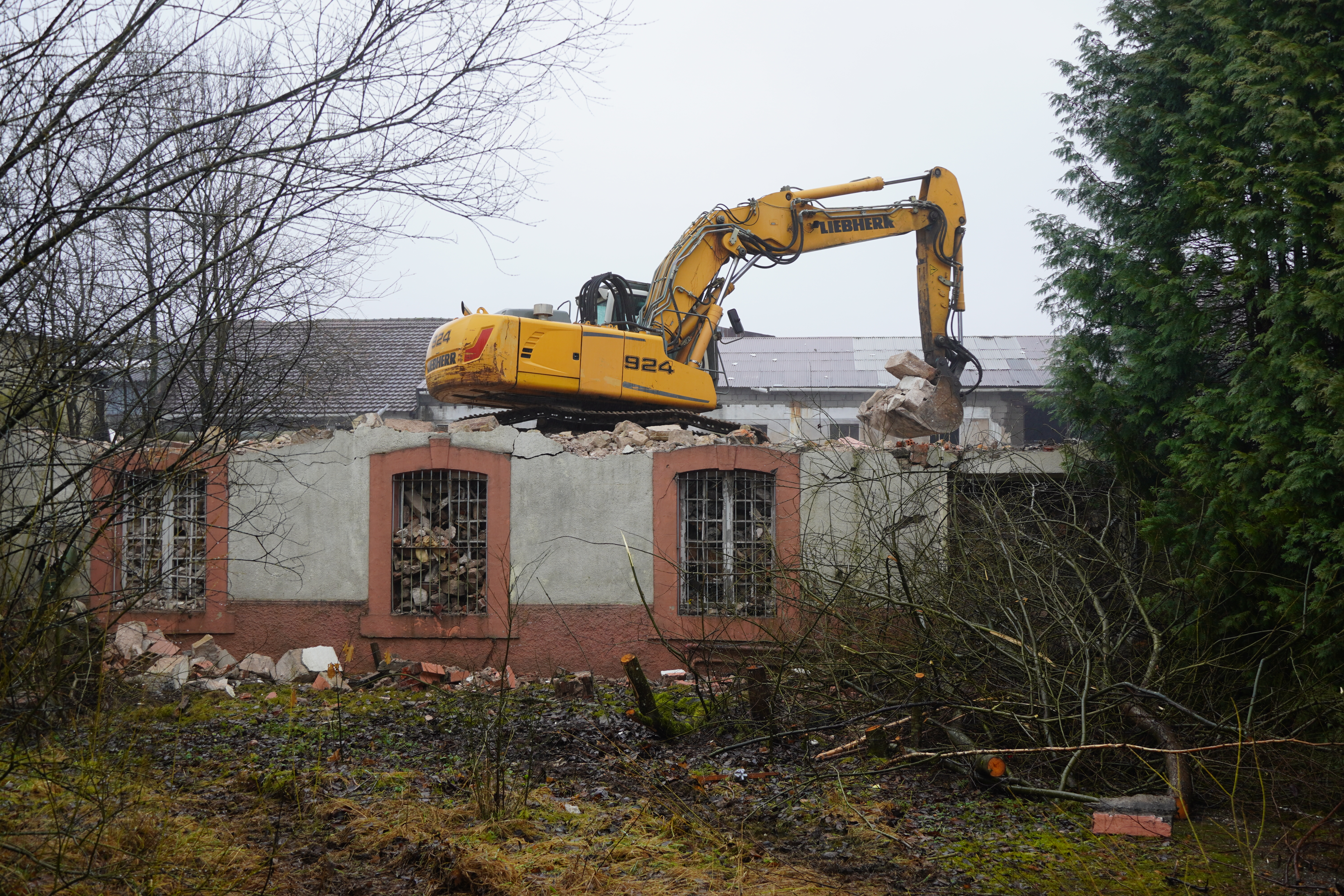